# Puthuppally
Puthuppally es una ciudad censal situada en el distrito de Alappuzha en el estado de Kerala (India). Su población es de 20390 habitantes (2011). Se encuentra a 49 km de Alappuzha.

## Demografía
Según el censo de 2011 la población de Puthuppally era de 20390 habitantes, de los cuales 9179 eran hombres y 11211 eran mujeres. Puthuppally tiene una tasa media de alfabetización del 95,55%, superior a la media estatal del 94%: la alfabetización masculina es del 97,07%, y la alfabetización femenina del 94,34%.